# Marian Janecki
Marian Bernard Janecki (ur. 31 lipca 1963 w Jastrzębiu-Zdroju) – polski samorządowiec, od 2002 do 2014 prezydent miasta Jastrzębie-Zdrój.

## Życiorys
Syn Bernarda. Ukończył studia wyższe z zakresu historii na Uniwersytecie Jagiellońskim w Krakowie. Od 1988–1998 pracował jako nauczyciel tego przedmiotu w Zespole Szkół Górniczo-Elektrycznych w Jastrzębiu-Zdroju.
W 1998 uzyskał mandat radnego i został powołany na stanowisko wiceprezydenta tego miasta. W pierwszych bezpośrednich wyborach samorządowych w 2002 został wybrany na urząd prezydenta miasta. W 2006 skutecznie ubiegał się o reelekcję. W latach 2007–2008 był przewodniczącym zarządu Związku Subregionu Zachodniego. W drugiej turze wyborów w 2010 po raz kolejny został wybrany na prezydenta Jastrzębia-Zdroju, pokonując kandydatkę PO i uzyskując 56,32% głosów. W 2014 przegrał w drugiej turze głosowania z Anną Hetman z Platformy Obywatelskiej.

## Odznaczenia
W 2011 został odznaczony przez prezydenta Bronisława Komorowskiego Srebrnym Krzyżem Zasługi. W 2013 otrzymał Złotą Odznakę „Zasłużony dla Ochrony Przeciwpożarowej”